# 2010 FIFA ワールドカップ 南アフリカ大会
2010 FIFA ワールドカップ 南アフリカ大会（原題: 2010 FIFA World Cup）は、エレクトロニック・アーツから発売されたビデオゲームソフトである。4月27日に全世界同時発売。

## 概要
FIFA公認の2010 FIFAワールドカップの公式ゲームソフトでもあり、本大会の予選出場国の全204ヶ国のうち、中央アフリカ共和国、エリトリア、サントメプリンシペ、ブータン、グアムを除く199カ国の選手及びエンブレムが収録されている。また、実況・解説は他のFIFAシリーズ同様、実況・西岡明彦、解説は南アフリカ大会でのサッカー日本代表監督も務めた岡田武史となっている。

## プレーできるモード
キックオフ
1試合のみの対戦を行うことができる。選択できるチームは全199カ国+シークレット2チーム。試合時間は試合の45分を現実の4分～20分に設定することが可能。ただし、実際は前後半のため選択した時間の2倍+ロスタイム分がかかる。また、シチュエーション（フレンドリーマッチ、地区予選、グループリーグ、ベスト16、準々決勝、準決勝、決勝）も選択でき、それにより演出や実況・解説の発言も変わる。
PS3版では7人、Wii・Xbox 360版では4人まで対戦可能。チームの振り分けも自由に行え、全員vsCOMや2vs2、1vs3といった変則マッチも組める。
2010 FIFAワールドカップ
プレーしたい国を指定（複数可）し、2010FIFAワールドカップの大会に挑むモード。難易度は5段階から設定可能。本大会（グループリーグから決勝まで最大7試合）か地区予選込みかを選ぶことができる。また、対戦カードをリアルにした場合は予選・グループリーグのマッチングは実際と同じになり、カスタムの場合は自分で設定することができる。敗退か優勝するまでプレー可能。
- 各予選の試合数（かっこ内は本大会進出に必要な試合数）

ヨーロッパ予選
8or10試合+欧州プレーオフに進んだ場合は2試合（8～12試合）
アフリカ予選
2次予選から始まり4or6試合+最終予選6試合（10～12試合）
南米予選
18試合+CONCACAFとの大陸間プレーオフに進んだ場合2試合（18～20試合）
アジア予選
3次予選から始まり6試合+最終予選8試合+アジア地区プレーオフに進んだ場合2試合+オセアニアとの大陸間プレーオフに進んだ場合2試合（14～18試合）
オセアニア予選
2次予選から始まり6試合+アジアとの大陸間プレーオフ2試合（8試合）
CONCACAF予選
3次予選から始まり6試合+最終予選10試合+南米との大陸間プレーオフ2試合（16～18試合）
キャプテンモード
選択した国の代表の1人としてプレーする。新規のバーチャルプロか実在選手の1人を使ってプレーすることができる。FIFA 10のバーチャルプロのデータを持っている場合はそのデータを使用することもできる。
代表の1人として選択した国の地区予選とフレンドリーマッチを戦いながら実績を上げていく。毎回自分以外の3人がライバルとして選ばれ、自分を含め4人のマッチレートを見ることができる。
ステータスは試合結果により変動する他、ゴール、アシストを決めて目標を達成するとステータスが上昇する。
各試合のマッチレートにより代表内でのマッチランクが変動し、1位になった場合は代表キャプテンに任命される。また、本大会進出した場合はマッチランクを一定以上にしA代表入りしなければ本大会に出場することができない。
代表国の敗退、代表から外れた場合、優勝までプレーすることができる。また、バーチャルプロを操作して優勝した場合はその選手を他のモードでも使用することができる。
南アフリカへの道
実際の南アフリカ大会予選を元にしたモード。実際に起きたシチュエーションを基に、点数・残り時間・カード数が決められた状況の中で定められた目標（基本は勝利すること。サブ目標として無失点や追加点などがある。）を達成する。難易度はシナリオによって変わり、最低でも5段階中3番目のプロフェッショナル、シナリオによっては1つ上のワールドクラスや最高ランクのレジェンドで挑まなければならない。（残りは下からアマチュア、セミプロ）
本大会中・終了後は本大会をベースにしたシナリオが配信されている。また、特定数クリアすると2006 FIFAワールドカップのシナリオもプレーすることができる。
主なシナリオの一例
- アジア最終予選 日本（プレイヤーチーム）VSウズベキスタン

試合は1-0でリード、終了まで残り1分のところで長谷部誠が退場してしまう。プレイヤーはロスタイム含め残り6分をウズベキスタンの猛攻から守らなければならない。（実際は守り切って勝利を収めている。）
- 本大会グループリーグ第1戦 日本（プレイヤーチーム）VSカメルーン

母国開催以外で初めての勝利がかかった日本、1-0でリードし残りは11分、しかし、強豪カメルーン相手に油断はできない。残り時間をそのままに逃げ切れるか。（実際は逃げ切りに成功しているが、追加点を挙げるとボーナスが加算される。）
- 本大会決勝 オランダVSスペイン（両チームのシナリオがある。）

勝てばどちらもワールドカップ初優勝の栄冠を手に入れることができるこの一戦。果たして優勝を手に入れるのはどっちだ?
スペインシナリオでは残り21分から延長戦に入る前に勝利、オランダシナリオでは延長残り11分からPK戦に入る前に勝利することが目標となっている。（実際は延長116分にスペインが決めて優勝している。）
オンラインFIFAワールドカップ
オンライン対戦でワールドカップ本大会をプレーするモード。プレイヤーはスタート時に操作する国を1つ決定するが、決めた国はその国でのオンラインワールドカップ終了（敗退か優勝）まで変更することができない。
基本的なルールは通常のワールドカップと同じだが、オンラインのためグループリーグ内で同じ相手チームと2度戦うといったことや、すでに敗れている国と戦うといったこともある。
相手プレイヤーの成績は自分の状況には干渉しない。また、他の試合の結果は自動的に決定される。そのため相手プレイヤーが2連敗中であるにもかかわらず、プレイヤーから見ると2連勝中のチームと戦うといったことがある。
PK戦
PK戦を行ったり、PKの練習をすることができる。
練習モード
1on1やセットプレイなどあらゆるシーンを想定した練習をすることができる。